# Petru Vintilă
Petru Vintilă (n. 12 iunie 1922, Orșova, Mehedinți, România – d. 7 august 2002, București, România) a fost un poet, prozator și dramaturg român.

## Biografie
S-a născut la Orșova în familia subofițerului Petru Vintilă și a soției sale, Maria (n. Barbeș). A urmat studii secundare la Caransebeș (absolvite în 1942) și apoi cursurile Facultății de Filologie ale Universității din București (1942-1948).
A lucrat încă din perioada studenției în presă, mai întâi ca redactor la Luptătorul bănățean (1945-1946) și apoi la Frontul plugarilor (1946-1948). După absolvirea facultății a fost redactor la Contemporanul (1948-1951), Gazeta literară (1954-1957), Luceafărul (1958-1963) și România liberă (1964-1965), apoi redactor-șef adjunct la Colocvii (1966-1968) și Satul socialist (1968-1970).

## Activitatea literară
A debutat ca poet în 1939 în revista Fruncea din Timișoara cu o poezie compusă la Crușovăț și dedicată tatălui său. Debutul publicistic a avut loc în 1945 cu placheta Cinci dioptrii. Primele poezii sunt marcate de intimism adolescentin și de sentimentul istoriei.
Proza de început a lui Petru Vintilă se conformează cerințelor sociale ale regimului comunist: Aria lui Botgros (1948), Metodă nouă (1948),  romanul Orașul încercuit (1964), ce prezintă lupta comuniștilor din perioada ilegalității, și volumul Vendeta (1965) ce conține povestiri din perioada foametei de după război. În anii 1960 autorul a depus eforturi pentru a scrie o proză eliberată de dogmatism. A mai scris romane istorice: Salamandra (1949), ce evoca viața viața grea a minerilor în timpul stăpânirii habsburgice, Nepoții lui Horia (1951) etc. Romanul cronologic Eminescu (1974) reface viața poetului din documente și din mărturiile contemporanilor în peste 800 de pagini. Petru Vintilă evocă într-un mod inedit și remarcabil viața generalului Moise Groza în romanul Un soldat în căutarea patriei (1978).
Nuvela „Mărirea și decăderea Păunei Varlam” (1961), redenumită ulterior „Hiena”, ce prezintă căderea unei femei sub patima banilor în anii de după cel de-al Doilea Război Mondial, în contextul instaurării regimului comunist în România, a fost ecranizată de regizorul George Cornea în filmul Patima (1975), în care rolurile principale au fost interpretate de Draga Olteanu-Matei, Gheorghe Cozorici și Emanoil Petruț. Personajul principal a fost asemănat deseori cu Mara lui Ioan Slavici.
Petru Vintilă a mai publicat, de asemenea, literatură pentru copii (Mai tare ca Sfântul (1969) și Călătorie pe planeta Zeta (1972)), reportaje realist-socialiste (Dobrogea în marș (1961), Șoseaua milionarilor (1961), Orașe fără arhive (1964)), publicistică (101 picături de cerneală (1973)) și un eseu (Milița (1972)). A scris prefețele unor ghiduri turistice, a efectuat traduceri din literatura universală și a scris scenarii de film. Petru Vintilă a obținut în două rânduri (1962 și 1974) Premiul Uniunii Scriitorilor din România.

## Opera
- Poeme, Ed. Vrerea, Timișoara, 1945;
- Cinci dioptrii, versuri, Ed. Alfabet, Timișoara, 1945;
- Aria lui Botgros, povestiri, București, 1948;
- Revoltașa, nuvelă, București, 1949;
- Salamandra, București, 1949;
- Oamenii și faptele lor. Brazde în luncă, poeme, EPLA, București, 1950;
- Președinta cooperativei, București, 1950;
- Nepoții lui Horia, roman, București, 1951;
- Ion Hango și ai săi, povestire, București, 1952;
- Ciobanul care și-a pierdut oile, povestire, București, 1954;
- Oraș de provincie, nuvelă, București, 1954;
- Moștenire, nuvele, București, 1955;
- Trei povestiri, București, 1955;
- Dezertorul, București, 1956;
- Eroul necunoscut, nuvele, București, 1957;
- 1907. Cincizeci de ani de atunci..., București, 1957;
- Steaua magilor, nuvele, București, 1957;
- Zodia Cutezătorului, București, 1957;
- Linia vieții, nuvele, București, 1958;
- Postul înaintat, București, 1959;
- Dobrogea în marș, București, 1961;
- Șoseaua milionarilor, reportaj, București, 1961;
- Băile Herculane, București, 1962;
- Cei 45, povestiri, București, 1962;
- Drumul dragostei, București, 1962 (1963);
- Pe scena vieții, nuvele, București, 1962;
- București - Mic îndreptar turistic, București, 1963;
- Orașe fără arhive, București, 1964;
- Orașul încercuit, roman, București, 1964;
- Trenul, nuvelă, București, 1965;
- Vendeta, nuvele, Ed. Tineretului, București, 1965;
- Mic îndreptar de comportare civilizată, București, 1967;
- Hiena și circul, povestiri, București, 1967;
- Mai tare ca Sfântul, București, 1969;
- A doua zi după război, București, 1970;
- Dansatoarea și cifrul, Ed. Militară, București, 1970;
- Ghidul turistic al elevilor, București, 1970, în colab. cu Ion Ciungu și Florian Frazzei;
- Călătorie pe planeta Zeta, București, 1972;
- Milița, eseuri, București, 1972;
- Numărătoarea inversă, roman, București, 1972;
- 101 picături de cerneală, București, 1973;
- Doi vikingi și o fată, Ed. Facla, Timișoara, 1974;
- Eminescu, roman cronologic, București, 1974;
- Casa care a fugit pe ușă, teatru, București, 1975;
- Zăpezile de altădată, versuri, Ed. Cartea Românească, București, 1976;
- Șoimii au trecut Dunărea, în colab. cu Petru Vintilă jr., București, 1977;
- Un soldat în căutarea patriei, Ed. Dacia, București, 1978;
- Pictor de duminică, roman, București, 1983;
- Prima oră a dimineții, roman, București, 1983;
- Roata, roman, București, 1984;
- Muntele speranței, I-III, roman, București, 1986-1987.

### Traduceri
- Hans Leberecht, Lumină la Coordi, în colaborare cu Gh. Nicolau, București, 1950. Romanul descrie organizarea primelor ferme colective din Estonia postbelică (colectivizarea) și despre lupta de clasă din mediul rural.
- J. Reabokliaci, Zorile, în colaborare cu Gh. Nicolau, București, 1950;
- Henryk Sienkiewicz, Cavalerii teutoni, I-II, în colaborare cu Dan Telemac, București, 1957;
- Igor Zabelin, O tragedie dincolo de cerul polar, I-II, în colaborare cu Margareta Roman, București, 1961.